# Герб Сандовского района
 Герб муниципального образования «Са́ндовский район» Тверской области Российской Федерации.
Герб утверждён Решением № 39 Собрания депутатов Сандовского района Тверской области 29 апреля 2003 года.
Герб внесён в Государственный геральдический регистр Российской Федерации под регистрационным номером 1293.

## Описание герба
«Золотой и зелёный щит пересечён двумя зубцами с тремя просветами; вверху — золотая пчела с серебряными распростёртыми крыльями, внизу — два золотых трилистника, один подле другого».

## Обоснование символики
Фигуры герба указывают на природные и географические особенности района.
Пчела — символ трудолюбия населения района, его экологической чистоты.
Гористая изломанность щита свидетельствует о том, что район расположен на волнистом рельефе, где чередуются горки и низины.
Клевер — символ единства, гармонии и чистоты, один из древнейших символов континентальной Европы.

## История герба
Герб района разработан при содействии Союза геральдистов России.
Авторы герба: Владимир Лавренов и Константин Моченов.